# Hüseyn Xan Naxçıvanski

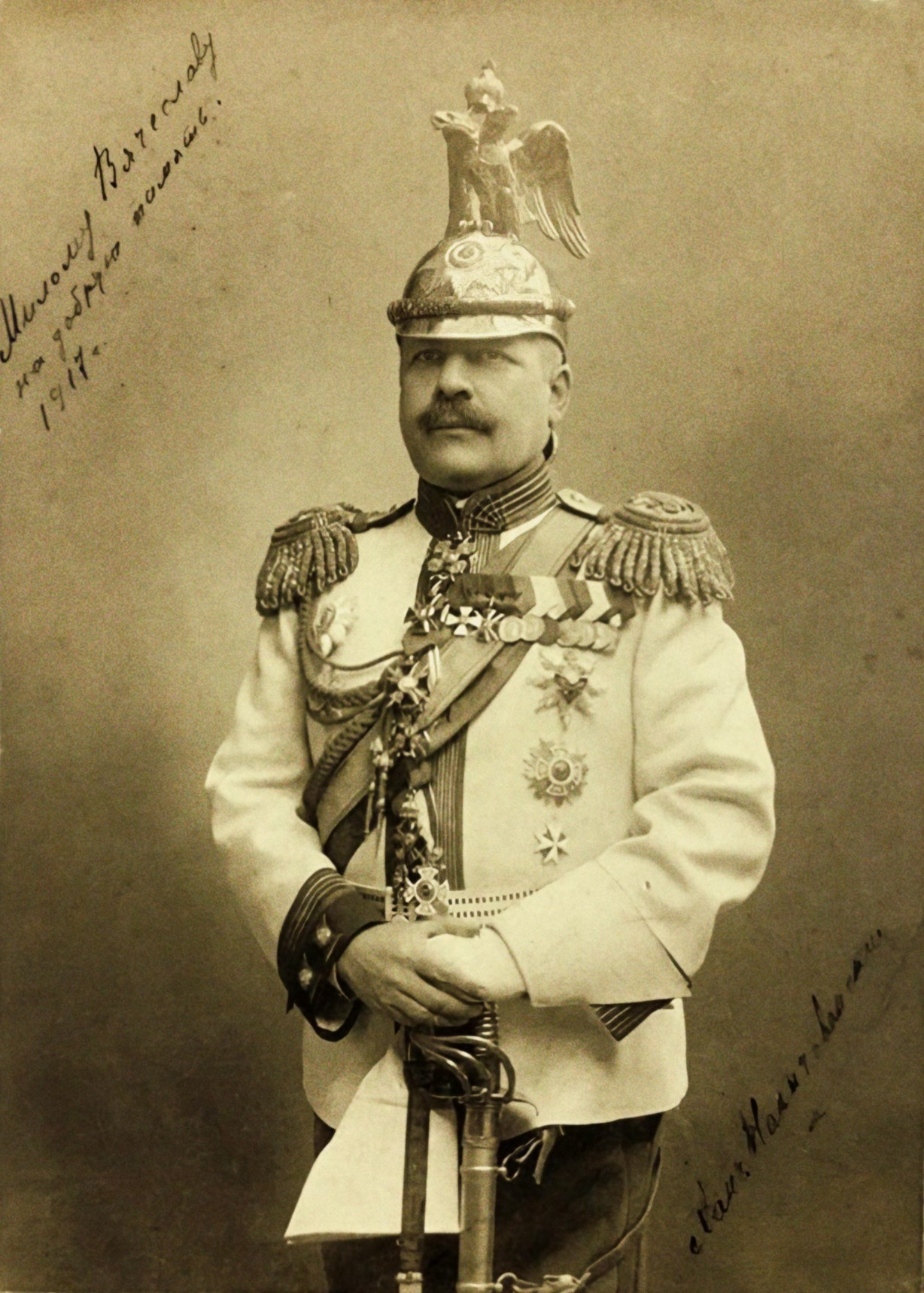
Hüseyn Xan Naxçıvanski, Generaladjutant und General der Kavallerie der Kaiserlich Russischen Armee

Hüseyn Xan Naxçıvanski (eingedeutscht Hussein Chan Nachtschiwanski; russisch Гусейн-хан Нахичеванский; * 28. Juli 1863 in der Stadt Naxçıvan, Gouvernement Eriwan, Russisches Zarenreich; † Januar 1919 in Petrograd, heute Sankt Petersburg, Sowjetrussland) war ein General der Kavallerie der Kaiserlich Russischen Armee aserbaidschanischer Abstammung. Als einziger Moslem diente er als Generaladjutant im kaiserlichen Gefolge „Seiner Majestät Kaiserliche Suite“.

## Werdegang
Naxçıvanski stammte aus einer namhaften Adelsfamilie. Ehsan Chan, sein Großvater väterlicherseits war der letzte Herrscher des Khanat Nachitschewan. Der Vater Kalbali Chan war Generalmajor der Zarenarmee, in dessen Fußstapfen Hüseyn Xan letztendlich trat.
Im Dezember 1873 begann Naxçıvanski seine militärische Laufbahn als Page im kaiserlichen Hof. 1877 wurde er in das Pagenkorps des Kaiserreichs aufgenommen. Diese privilegierte Einrichtung fungierte als Militärakademie und bildete die Söhne von Adligen und hochrangigen Offizieren für einen Dienst in Garderegimenten aus. 1883 schloss Naxçıvanski die Akademie ab und wurde auf kaiserlichen Befehl zum Kornett im Kavallerieregiment der Leibgarde befördert.
Zwischen 1885 und 1886 diente Naxçıvanski als Podporutschik in den Reihen des 43. Dragonerregiments in Twer. Im August 1887 erfolgte die Beförderung zum Porutschik.
Seine erste Auszeichnung, den Sonnen- und Löwenorden, bekam Naxçıvanski vom persischen König Nāser ad-Din Schāh für hervorragende Leistungen beim offiziellen Besuch der persischen Delegation im November 1890 nach Russland verliehen.
Von 1893 bis 1894 leitete Naxçıvanski eine Regimentausbildungseinheit. In dieser Zeit stieg er zum Stabsunteroffizier. Im August 1894 erhielt er für besondere Verdienste seinen ersten russischen Orden – St. Stanislaus Kreuz der 3. Klasse.
In den Jahren 1896 und 1897 war Naxçıvanski kommissarischer Befehlshaber der 3. Kaiserlichen Schwadron, bevor er 1898 zu deren Kommandanten ernannt wurde. Im Dezember 1899 wurde Naxçıvanski mit dem Russischen Orden der Heiligen Anna, 1902 mit dem St. Stanislaus Kreuz der 2. Klasse ausgezeichnet. Im April 1903 avancierte er zum Oberst.

## Russisch-Japanischer Krieg

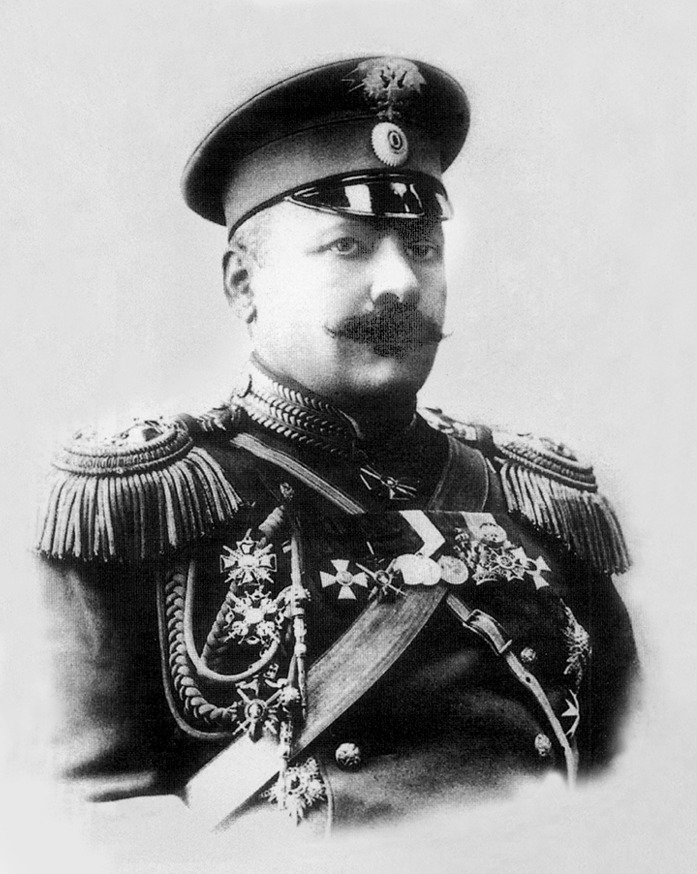
Oberst Naxçıvanski, 1906

Mit Ausbruch des Russisch-Japanischen Krieges (1904–1905) wurde Naxçıvanski an die Kaukasusfront abkommandiert. Dort trat er im März 1904 in der Stadt Port-Petrowsk (heute Machatschkala) ein und begann das 2. Dagestanische Kavallerieregiment aus Freiwilligen aufzustellen. Hier wurde er zum Regimentskommandeur berufen. Als Teil der vom General Georgi Orbeliani befehligten Kaukasischen Kavallerie-Brigade brach das Regiment von Naxçıvanski im April 1904 zum Kriegsschauplatz auf. 1905 übernahm er vorübergehend das Kommando über de Kaukasische Kavallerie-Brigade. Für exzellente militärische Verdienste im Kampf gegen Japaner wurde Naxçıvanski mit dem Orden der Heiligen Anna der 2. Klasse mit Schwerten, dem Orden des Heiligen Wladimir der 4. Klasse mit Schwerten, dem Russischen Orden des Heiligen Georg und dem Goldenen Schwert für Tapferkeit geehrt.
Nach dem Krieg ernannte man Naxçıvanski zum Kommandanten des 44. Dragonerregiments von Nischni Nowgorod. Im April 1906 wurde er zum Flügeladjutanten des Zaren Nikolaus II. und auf kaiserlichen Erlass im Juli 1907 zum Generalmajor befördert.
Im April 1911 rückte Naxçıvanski zum Oberbefehlshaber des Petersburger Militärbezirks und der kaiserlichen Gardetruppen auf, die Nikolaus II. direkt unterstellt waren. Mit dem Aufstieg zum Generalleutnant im Januar 1914 trat Naxçıvanski seine neue Stelle als Oberkommandierender der 2. Kaiserlichen Kavalleriedivision an.

## Erster Weltkrieg
Zu Beginn des Ersten Weltkrieges wurde Naxçıvanski als Kavalleriegruppenanführer an der rechten Flanke der 1. Armee in Ostpreußen eingesetzt. Im Oktober 1914 wurde er zum Befehlshaber des 2. Kavalleriekorps. Für Tapferkeit bei der Schlacht in den Karpaten bekam Naxçıvanski im Mai 1915 vom Zaren Nikolaus II. den Kaiserlich-Königlichen Orden vom Weißen-Adler überreicht. Nur einen Monat später wurde er zum Generaladjutanten des russischen Kaisers bestimmt. Ab Oktober desselben Jahres leitete Naxçıvanski die Militäroperationen der kaiserlichen Truppen an der Kaukasusfront.
Im April 1916 fungierte Naxçıvanski mittlerweile im Rang des Generals der Kavallerie als Befehlshaber des neu formierten Garde-Kavalleriekorps, der die 1., 2. und 3. Kavalleriedivisionen der kaiserlichen Streitkräfte vereinte. Seine Einheiten beteiligten sich im Juli 1916 unter General W. M. Besobrasow im Raum Kowel an der erfolgreichen Brussilow-Offensive.

## Russische Revolution und Ermordung

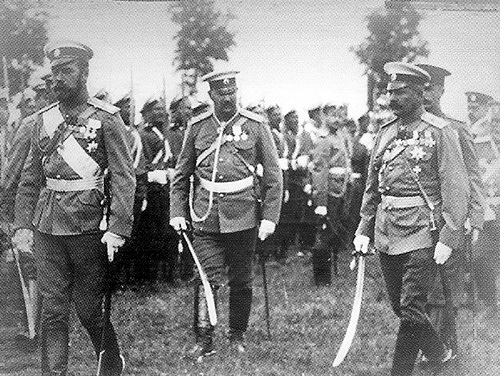
Zar Nikolaus II. und Hüseyn Xan Naxçıvanski (rechts im Bild)

Unter dem Druck der Februarrevolution musste Zar Nikolaus II. im März 1917 auf seinen Thron verzichten. Die 300-jährige Herrschaft der Romanows ging somit zu Ende.
Nach der Abdankung des Zaren weigerte sich Naxçıvanski der neuen provisorischen Regierung seine Treue zu schwören. Im April 1917 enthob der ehemalige Zarengeneral Alexjei Alexejewitsch Brussilow, der von der provisorischen Regierung zum neuen Oberbefehlshaber ernannt wurde, Hüseyn Xan Naxçıvanski zusammen mit 46 weiteren hochrangigen Offizieren ihres Amtes, da diese der monarchistischen Gesinnung bezichtigt wurden.
Nach der Oktoberrevolution wurde Naxçıvanski auf Anordnung von Tscheka im Mai 1918 wegen „kontrarevolutionärer Aktivitäten“ verhaftet. Als einer der engster Vertrauten des Nikolaus II. wurde er nach dessen Ermordung ein halbes Jahr später gemeinsam mit den Großfürsten Pawel Alexandrowitsch, Nikolai Michailowitsch, Georgi Michailowitsch und Dmitri Konstantinowitsch Romanow in einem Petrograder Untersuchungsgefängnis festgehalten.
Mit der Zuspitzung des Roten Terrors ab Ende 1918 soll Naxçıvanski im Januar 1919 zusammen mit den Großfürsten erschossen worden sein. Doch die genauen Umstände seiner Ermordung sowie der Ort seines Grabes bleiben bis heute ungeklärt.